# František Skorkovský
František Skorkovský (1. března 1909 Terst – 17. listopadu 1939 Praha) byl studentský funkcionář popravený 17. listopadu 1939.

## Život
František Skorkovský se narodil v italském Terstu a jeho matka byla Italka. Vystudoval italské gymnázium a Právnickou fakultu MU. Od roku 1937 byl předsedou tělovýchovné jednoty Ústředního svazu československého studentstva. Angažoval se i v mezinárodní studentské organizaci Confederatión Internationale des Étudians, kde zastával funkci předsedy jedné z komisí, a často se účastnil různých mezinárodních studentských setkání. V roce 1939 působil jako předseda zahraničního odboru Národního svazu českého studentstva v Čechách a na Moravě.
Do roku 1937 působil v studentském odboru Národního sjednocení, avšak byl z něj kvůli jednomu svému hlasování vyloučen. Poté se stal členem Klubu národně socialistických akademiků. Byl členem Sokola. Zajímal se o dění v Itálii a byl zaměstnán u italské pojišťovny Riunione Adriatica.
V listopadu 1939 se podílel na přípravě Opletalova pohřbu, 17. listopadu 1939 byl v časných ranních hodinách zatčen gestapem a téhož dne bez soudu popraven v ruzyňských kasárnách.

## Ocenění
- Medaile Za hrdinství in memoriam (2022)

## Fotogalerie

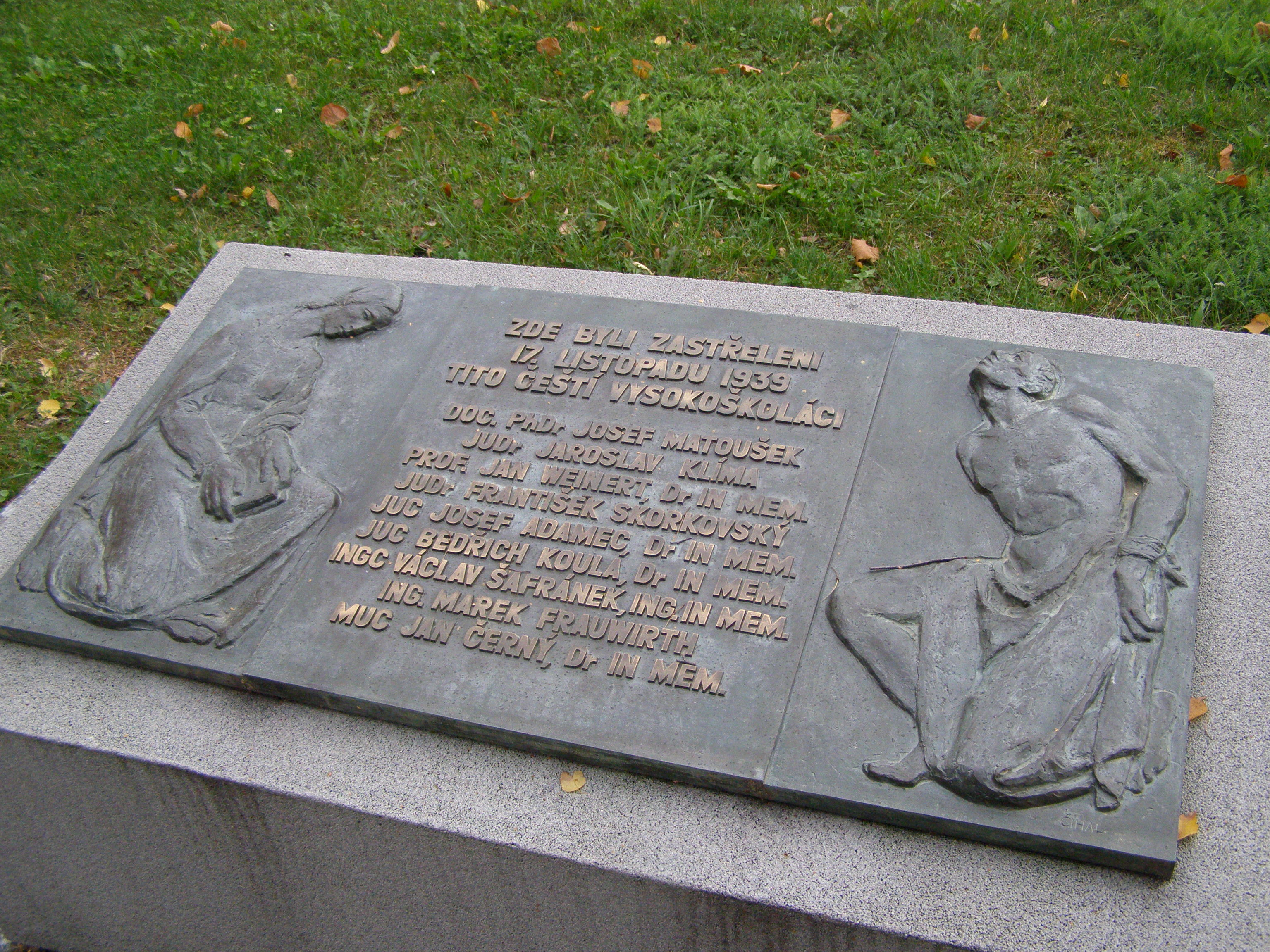
Připomínka popravy devíti hlavních představitelů studentského hnutí dne 17. listopadu 1939 na památníku v kasárnách 17. listopadu v Praze Ruzyni
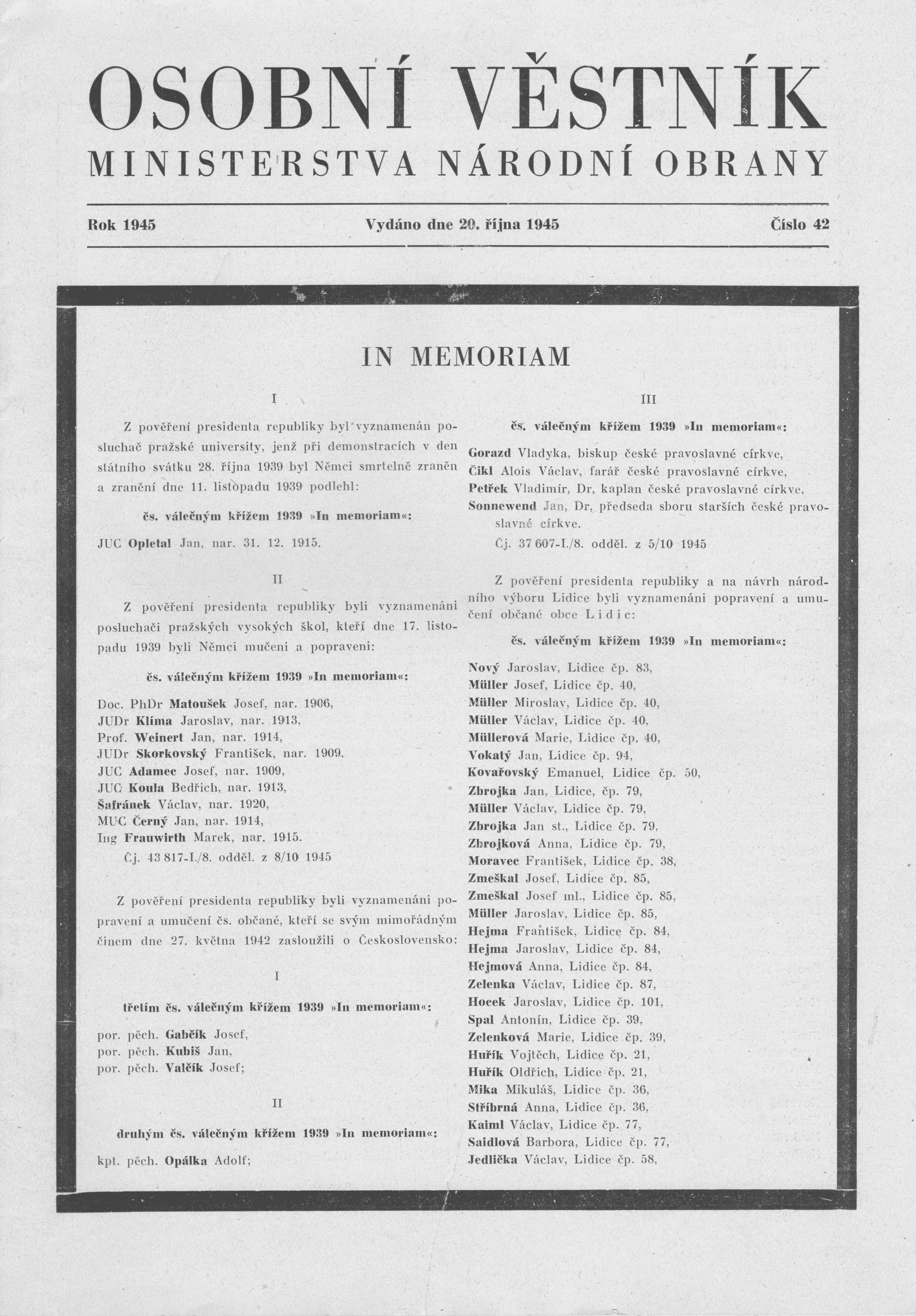
Osobní věstník MNO číslo 42 ze dne 20. října 1945 - titulní strana: udělení Československého válečného kříže 1939-1945
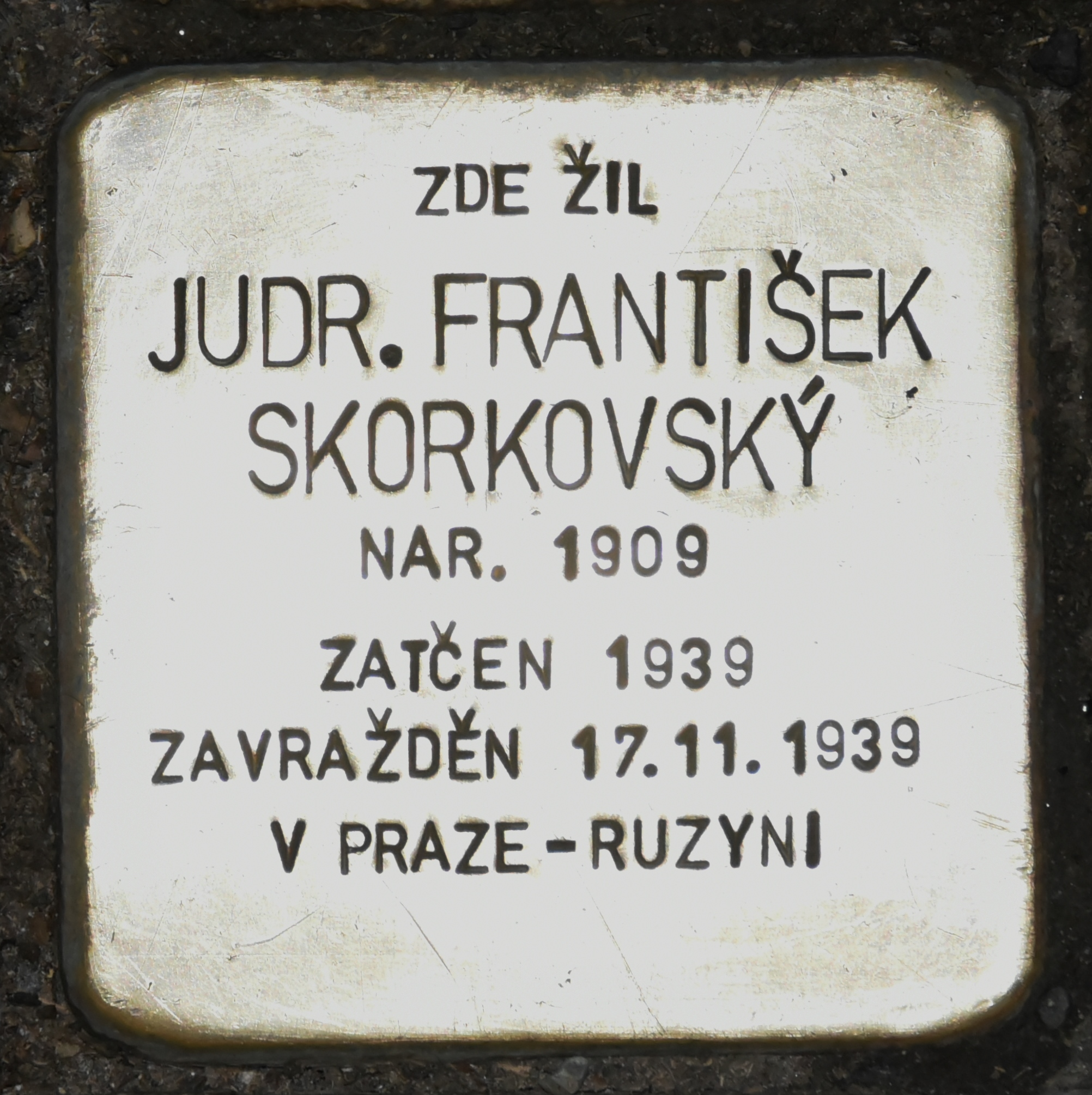
Stolperstein věnovaný osobě Františka Skorovského